# Wellman Braud
Wellman Braud (* 25. Januar 1891 in St. James Parish, Louisiana; † 29. Oktober 1966 in Los Angeles) war ein US-amerikanischer Jazz-Bassist, vor allem bekannt als Mitglied der Band von Duke Ellington.

## Leben
Braud stammte aus einer kreolischen Familie (die sich manchmal Breaux schrieb, Braud wurde deshalb „Bro“ ausgesprochen) und kam in jungen Jahren nach New Orleans, wo er Violine und Bass in einem eigenen Trio im Storyville-Distrikt spielte (schon vor 1910). 1917, als die Bordelle in Storyville wegen gewalttätigen Zwischenfällen mit Marineangehörigen geschlossen wurden, zog er wie viele Jazzmusiker nach Chicago, wo er bei Lawrence Duhé arbeitete. 1923 ging er nach London mit dem „Plantation Orchestra“, bei dem er neben Bass auch Posaune spielte.
Danach ging er nach New York zur Band von Wilbur Sweatman und wechselte Mitte 1927 zum Duke Ellington Orchestra, als dieser begann, im Cotton Club in Harlem zu spielen. Hier brachte er seine Erfahrungen aus New Orleans ein, insbesondere den „slapping“ Stil des Bass Spiels, ein wichtiger Beitrag zum damaligen Sound des Ellington Orchesters. Die regelmäßigen Radioübertragungen der Band waren mit ein Grund, warum der so gespielte Bass zunehmend die Tuba als Rhythmusinstrument in den Tanzbands ersetzte, die aber auch Braud noch gelegentlich benutzte.
Nach dem Ausscheiden bei Ellington Anfang 1935 (die Gründe sind unklar, Ellington führte aber damals zwei Bässe in seine Band ein) leitete er kurzzeitig 1936 einen Club in Harlem mit Jimmie Noone und nahm mit den „Spirits of Rhythm“ 1935 bis 1937 auf. Danach spielte er in New York mit einer eigenen Gruppe und mit  Kaiser Marshall, Hot Lips Page und Sidney Bechet. 1944 kehrte er kurz zu Ellington zurück. Ab 1956 spielte er lange mit Kid Ory. In den 1960ern war er nur noch gelegentlich als Musiker tätig.
Duke Ellington würdigte die „so wichtige Rolle“ seines langjährigen Bassisten mit dem Titel „Portrait of Wellman Braud“, der Teil seiner New Orleans Suite ist (zu hören auf dem gleichnamigen Album von 1970).